# 신칸센 E926형 전동차
신칸센 E926형 전동차(일본어: 新幹線E926形電車)는 2001년에 데뷔한 일본의 도호쿠, 조에쓰, 호쿠리쿠, 야마가타, 아키타 신칸센의 닥터 옐로우 차량이다. 최고속도가 낮은 신칸센 925형 전동차를 대체하기 위해 E3계 모델을 기반으로 제작되었다. 이 열차의 명칭은 이스트 아이(영어: East i)이다. 

## 개요
동일본여객철도의 신칸센 노선은 1982년에 개통된 도호쿠 신칸센, 조에쓰 신칸센 개통 이후 925형 (921형 포함)을 도입해 신칸센의 궤도, 전기 장비 및 신호 장비를 확인했던 차량이다. 그러나 미니 신칸센 노선인 야마가타 신칸센, 아키타 신칸센 노선에 925형 열차가 진입이 불가능했고 거기에 925형 차량 노후화 및 최고 속도 275km/h 주행을 하면서 감지 데이터가 필요해 최고 속도 상향과 측정 시간을 단축하기 위해 2001년부터 E3계 모델을 기반으로 개발되었다.
열차 명칭인 이스트 아이(영어: East i)는 차세대 종합검침차량의 명칭으로 이스트의 유래는 동일본여객철도의 동쪽을 의미하며, 아이의 유래는 인텔리전트(영어: intelligent), 인터그레이티드(영어: integrated), 인스펙션(영어: inspection)을 의미한다.
최고 속도는 275km/h까지 주행이 가능하며 세계의 검측 열차 중에서 가장 빠르다.
또한 운행 노선과 관련해 별도로 열차 운행 시간도 공개되지 않고 비정기적으로 운행하기 때문에 이 열차를 보면 행운을 부르고, 행복해진다는 열차로 알려졌다.

## 현황
| 차호  | 도입 시기 | 운행 중단 시기 | 비고 |
| ----- | --------- | -------------- | --- |
| S51호 | 2001년    | 운행 중        | 6량 편성으로 동일본 여객철도가 소유하고 있다. 2001년에 제작했다. 검측 속도의 상향과 미니 신칸센 노선의 검측을 위해 미니 신칸센 차량을 개조하여 만들었다. 호쿠리쿠 신칸센 노선에 대응하기 위해 가변 주파수가 장착되었다. 중검수 등으로 검측이 불가능할 경우 3호차를 뜯어서 E2계 중간에 붙혀서 운행했다. |

## 객차 구성

### E926형 편성
|      | 도호쿠, 조에쓰, 호쿠리쿠, 야마가타, 아키타 신칸센 |             |                |             |             |              |
| 호차 | 1                                                 | 2           | 3              | 4           | 5           | 6            |
| 명칭 | E926-1 (M1c)                                      | E926-2 (M2) | E926-3(13) (T) | E926-4 (M2) | E926-5 (M1) | E926-6 (M2c) |
| 기능 | 통신, 전력, 신호                                  | 통신, 측정  | 궤도           | 전력        | 전력, 신호  | 전력, 신호   |

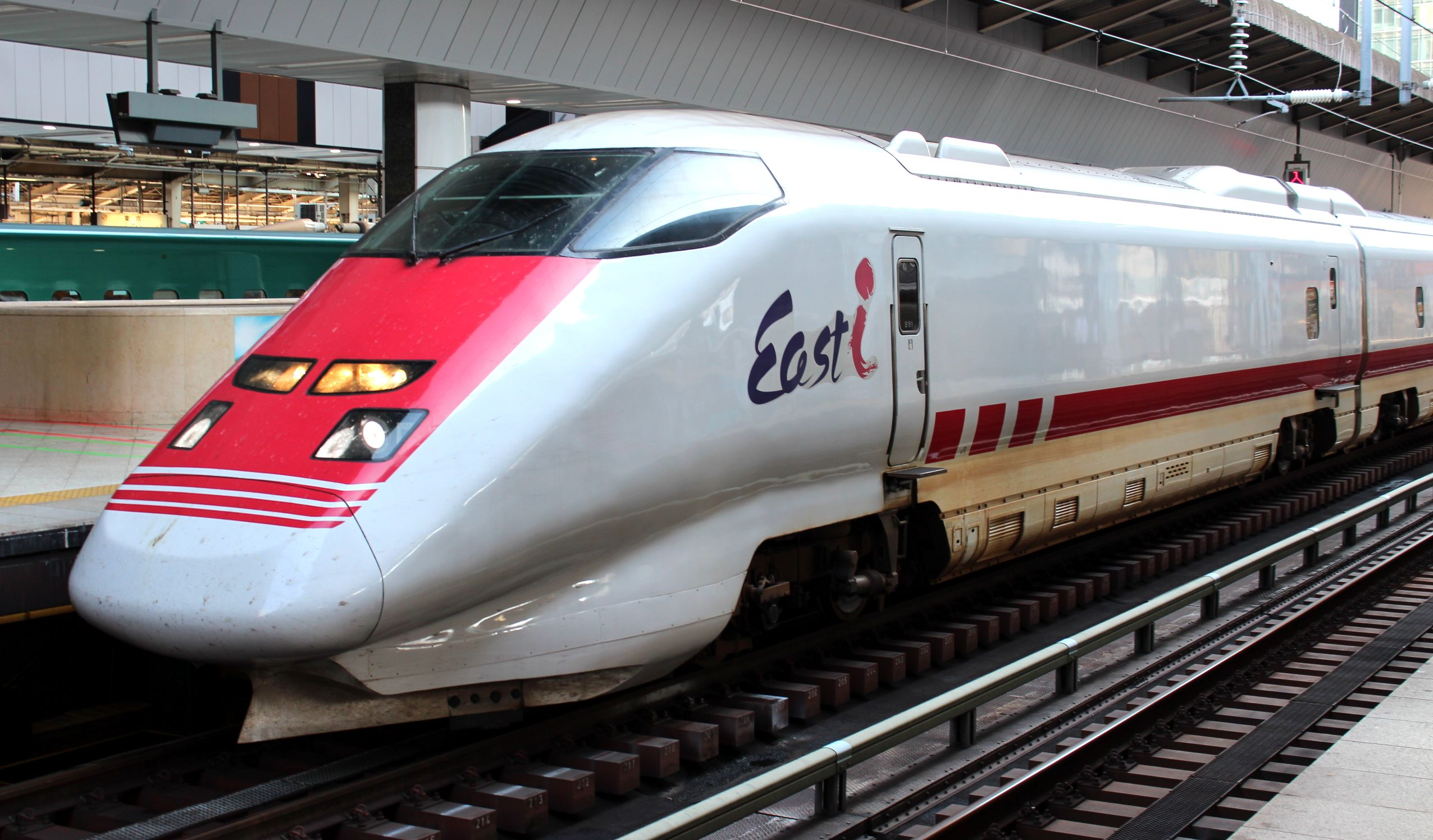
E926-1 (1호차)
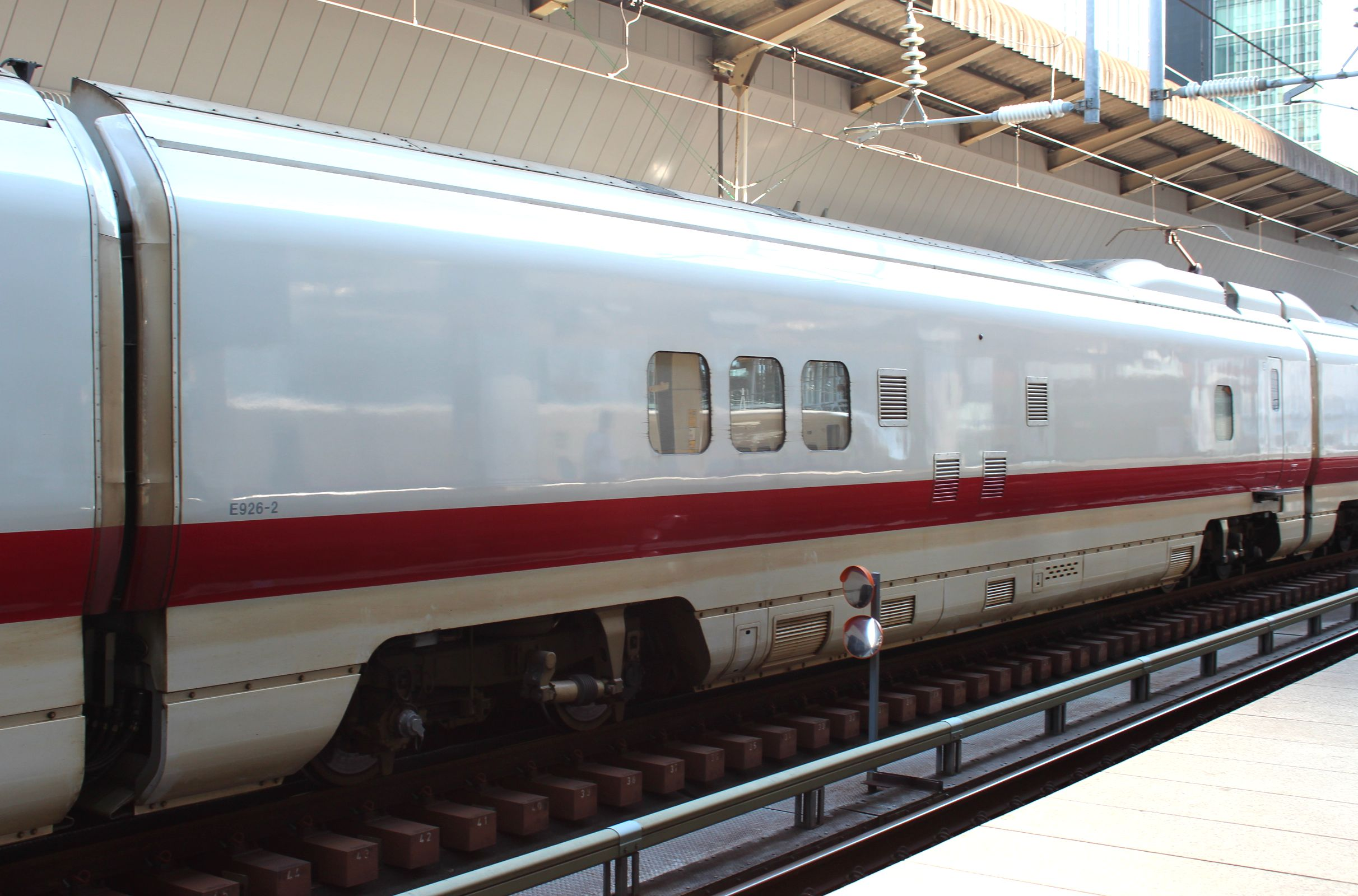
E926-2 (2호차)
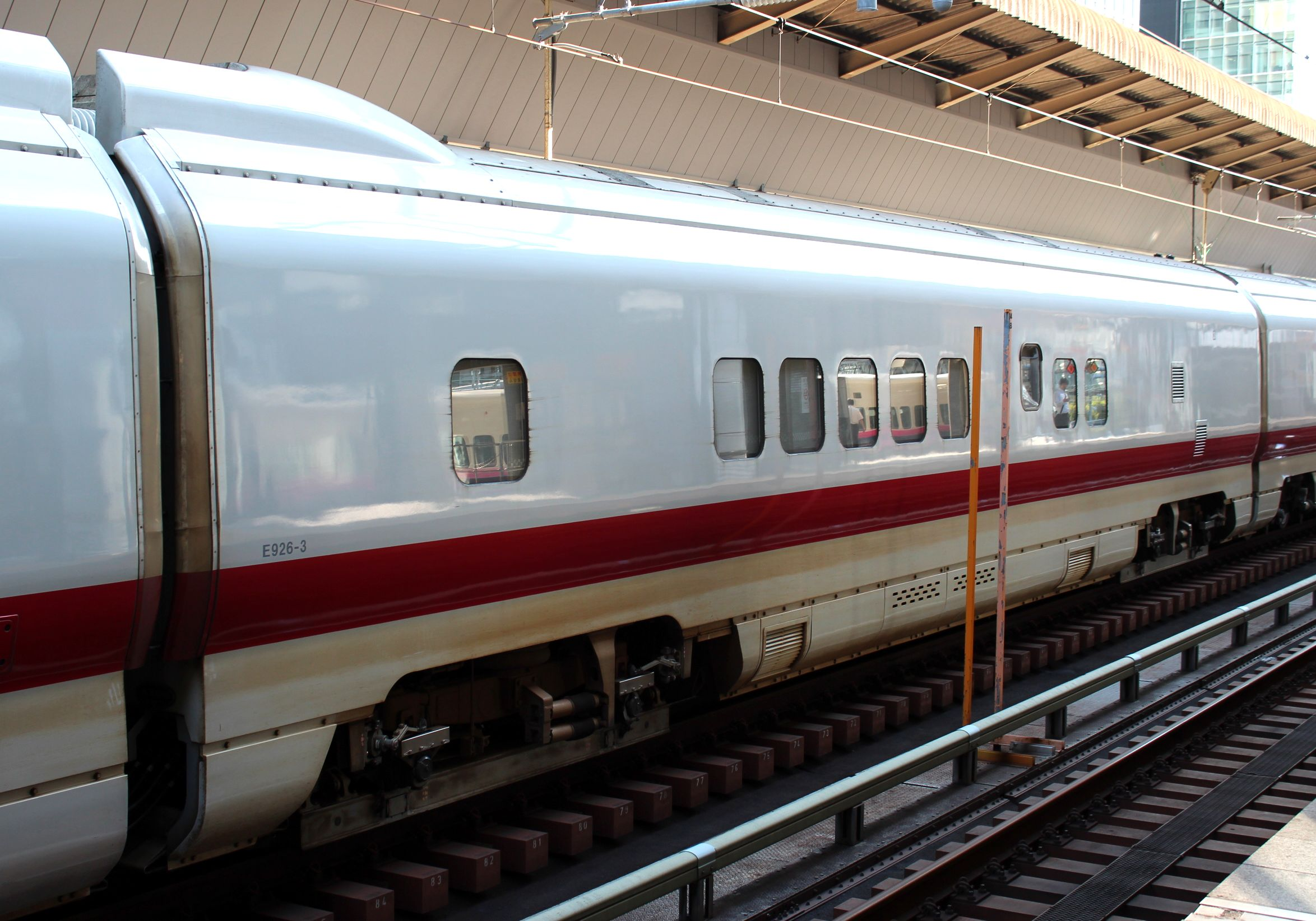
E926-3 (3호차)
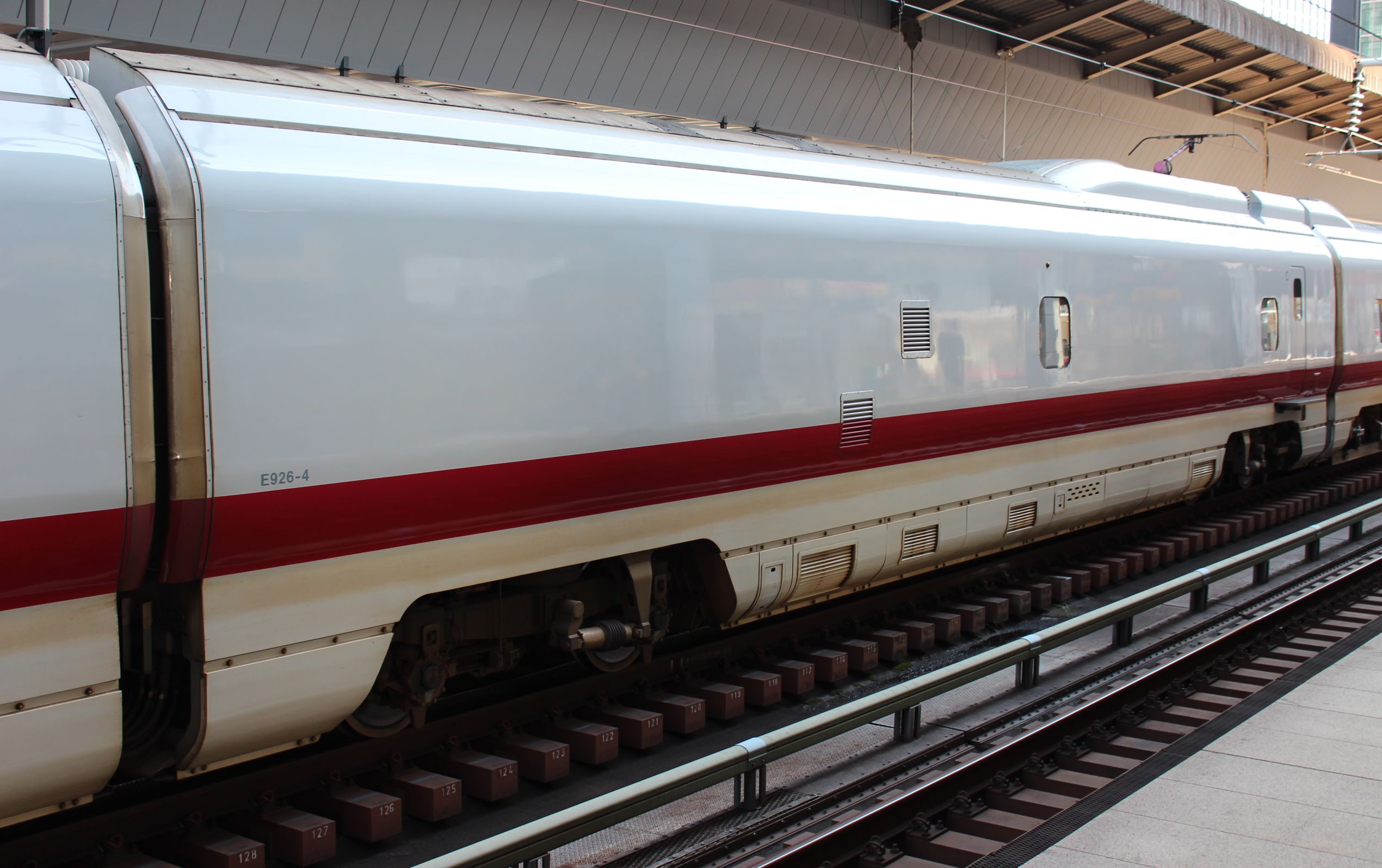
E926-4 (4호차)
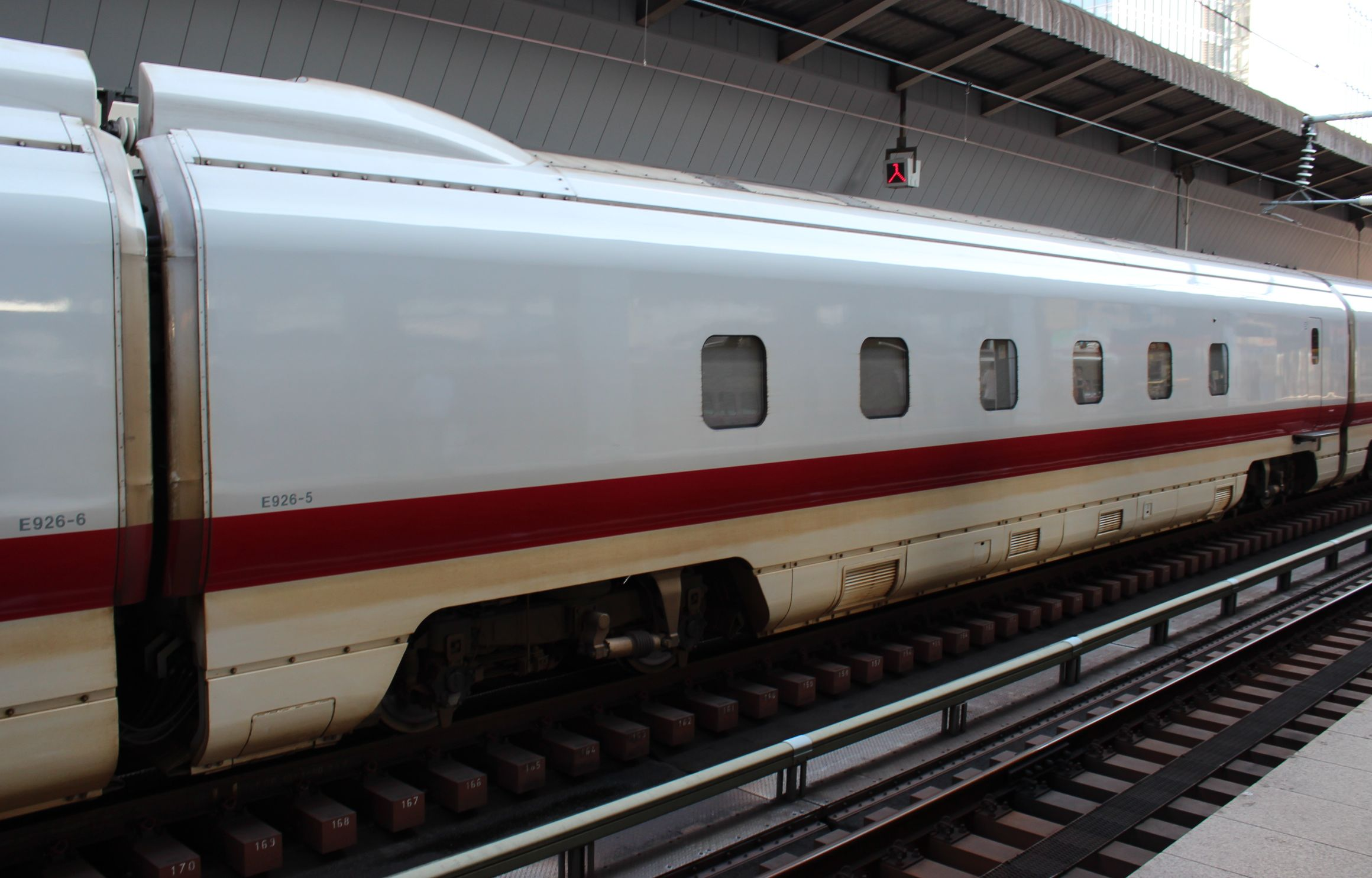
E926-5 (5호차)
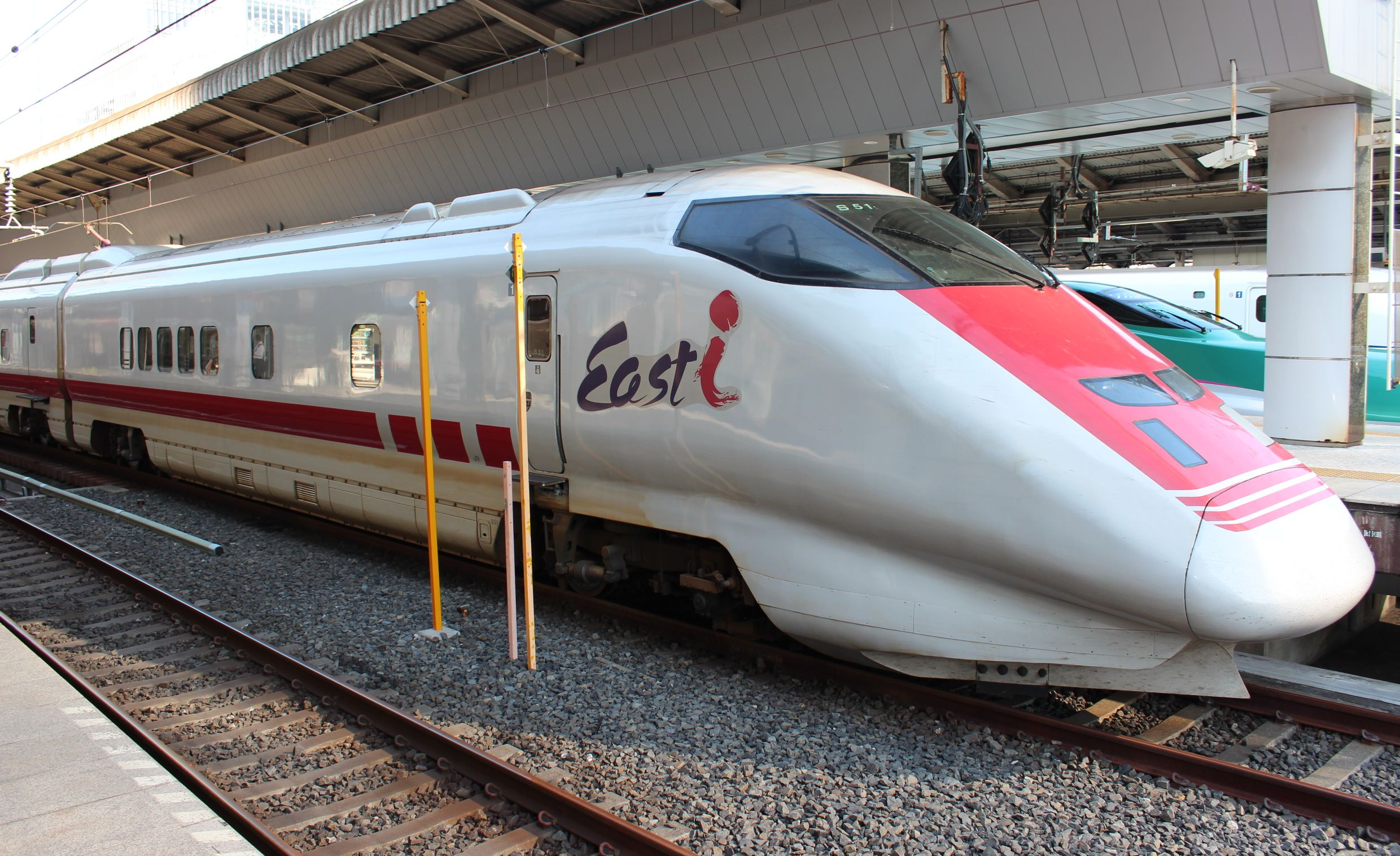
E926-6 (6호차)

### E2계, E926형 편성
|         | 도호쿠, 조에쓰 신칸센 |                |               |             |               |                |               |              |                |
| 호차    | 1                     | 3              | 2             | 3           | 4             | 5              | 6             | 7            | 8              |
| N21편성 | E223-1 (T1c)          | E926-3(13) (T) | E226-101 (M2) | E225-1 (M1) | E226-201 (M2) | E225-401 (M1k) | E226-301 (M2) | E215-1 (M1s) | E224-101 (T2c) |

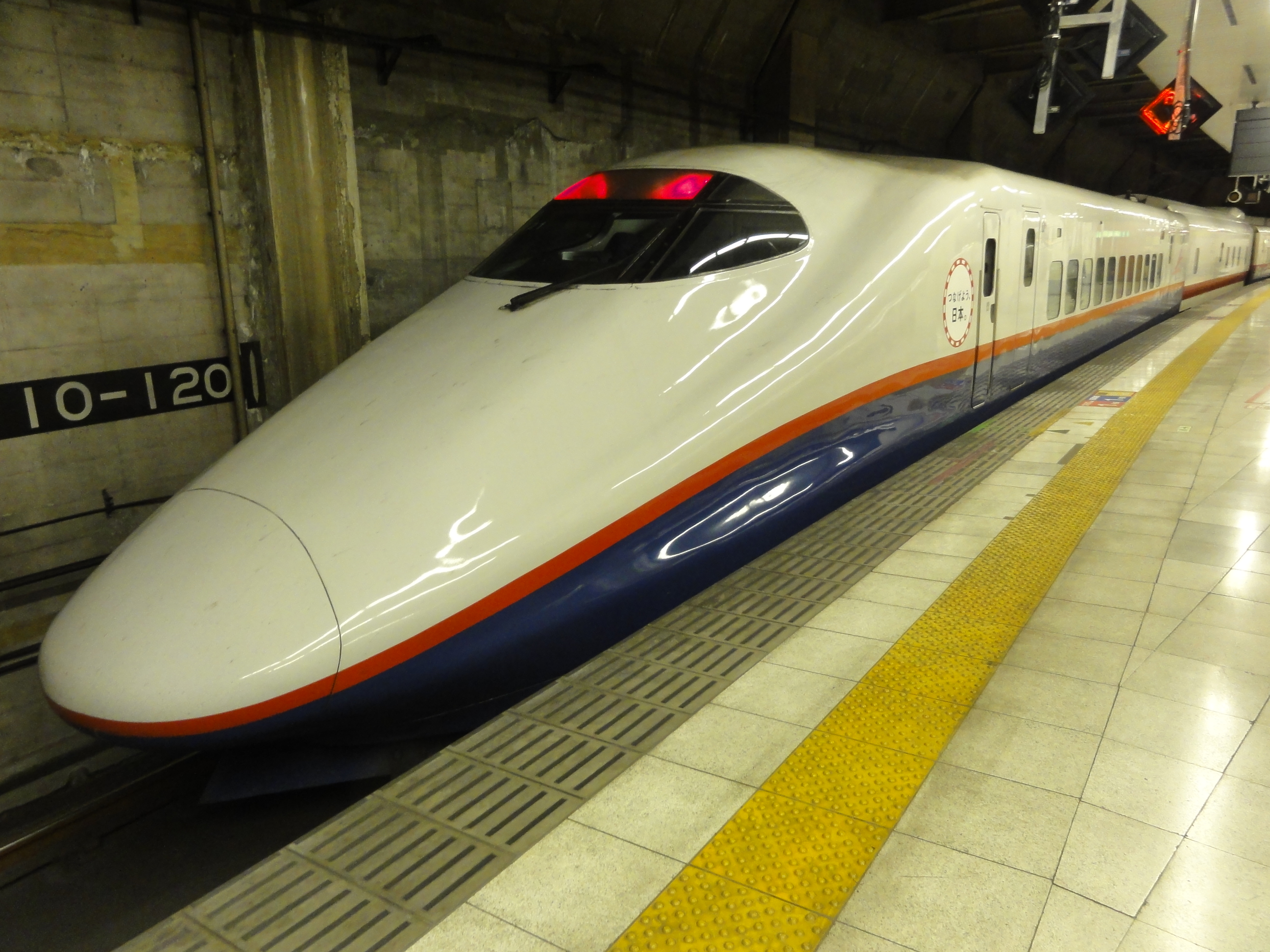
신칸센 E2계 전동차, E926-3번대 연결차

## 같이 보기
- 닥터 옐로우
- 신칸센 923형 전동차

## 사진

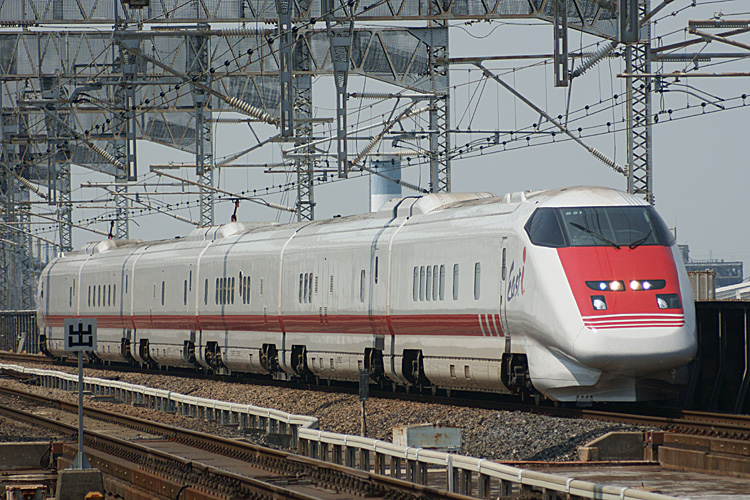
신칸센 E926형 전동차
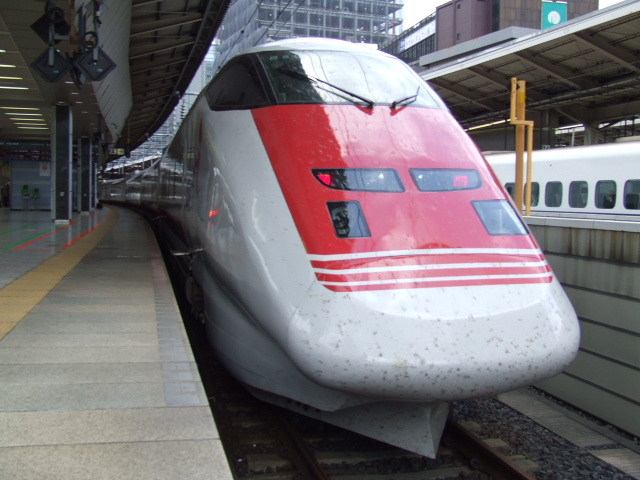
신칸센 E926형 전동차 전두부